# Kosmos 2472
Kosmos 2472, ruski izviđački satelit za optičko izviđanje (fotografski, vrsta koja se vraća s filmom) iz programa Kosmos. Vrste je Jantar-4K2M (Kobaljt-M br. 562). 
Lansiran je 27. lipnja 2011. godine u 16:00 UT s kozmodroma Pljesecka. Lansiran je u nisku orbitu oko planeta Zemlje raketom nosačem Sojuz-U 11A511U. Orbita mu je bila 217 km u perigeju i 338 km u apogeju. Orbitne inklinacije je 81,39°. Spacetrackov kataloški broj je 37726. COSPARova oznaka je 2011-028-A. Zemlju je obilazio u 90,06 minuta. Pri lansiranju bio je mase oko 6700 kg. 
Vratio se na Zemlju 25. listopada 2011. godine. Iz misije je ostalo jedan dio koji je ostao kružiti u niskoj orbiti pa se vratio u atmosferu.

## Vanjske poveznice
- N2YO.com Search Satellite Database (engl.)
- Celes Trak SATCAT Format Documentation (engl.)
- Kunstman  Arhivirana inačica izvorne stranice od 12. kolovoza 2019. (Wayback Machine) Satellites in Orbit (engl.)